# William T. Anderson
William T. Anderson (c. 1839-27 de octubre de 1864), conocido como Bloody Bill Anderson (Bill el Sangriento Anderson), fue un jefe militar estadounidense confederado en la guerra de Secesión, durante la cual lideró una partida de guerrilleros que combatió a los partidarios de la Unión y a los soldados federales en los estados de Misuri y Kansas.
Anderson se crio junto a su familia, primero en el sur de Estados Unidos, posterior y temporalmente en Misuri y por último en Kansas. En 1862 se emancipó, manteniéndose mediante el robo y la venta de caballos. Tras morir su padre a manos de un juez simpatizante de la Unión, Anderson mató al juez y huyó a Misuri, donde se dedicó a robar a los viajeros y mató a varios soldados de la Unión.
A principios de 1863 se unió a los Raiders de Quantrill (los Quantrill's Raiders), un grupo de guerrilleros de la Confederación encabezados por William Quantrill, que operaban a lo largo de la frontera entre Kansas y Misuri. Se convirtió en un experto guerrillero y se ganó la confianza de los cabecillas del grupo, William Quantrill y George M. Todd. Las matanzas que llevó a cabo le granjearon una reputación de hombre peligroso y, finalmente, provocaron que la Unión encarcelara a sus hermanas. Tras el derrumbamiento de la cárcel improvisada donde estaban encerradas, que mató a una de ellas y causó lesiones permanentes a otra, Anderson se entregó a la venganza. Tuvo un papel destacado en la Masacre de Lawrence y también participó en la Batalla de Baxter Springs, ambas en 1863.
A finales de 1863, mientras los Raiders de Quantrill pasaban el invierno en Sherman (Texas), Anderson y Quantrill se enemistaron a raíz de que el primero implicara a Quantrill en un asesinato, probablemente basado en acusaciones falsas, lo que provocó su arresto por las autoridades confederadas. Tras el incidente, Anderson regresó a Misuri como jefe de su propio grupo y se convirtió en el guerrillero más temido del estado, robando y matando a decenas de soldados de la Unión y simpatizantes civiles. 
En septiembre de 1864, Anderson encabezó una incursión contra la ciudad de Centralia, en Misuri, acción que sería conocida posteriormente como la Masacre de Centralia. Durante esta acción, sus hombres lograron capturar un tren de pasajeros, siendo esta la primera vez que los guerrilleros confederados lograban algo semejante. Los guerrilleros mataron a 22 soldados desarmados que viajaban en el tren, y más tarde, ese mismo día, tendieron una emboscada en la que mataron a más de cien milicianos de la Unión. A raíz de estos hechos, los unionistas lo calificaron como alguien absolutamente amoral y despiadado, aunque los partidarios del bando confederado consideraban sus acciones como justificadas, posiblemente debido al maltrato que habían sufrido previamente por parte de las fuerzas de la Unión. Anderson murió un mes después, en octubre de 1864, en un enfrentamiento contra tropas unionistas dirigidas por el teniente coronel Samuel P. Cox, a quien los jefes militares de la Unión habían encomendado la misión de acabar con él. Los historiadores han hecho valoraciones dispares de Anderson: algunos lo ven como un asesino sádico y psicópata, pero para otros sus acciones no pueden desligarse de la convulsión y el caos generalizado de la época en que vivió.

## Infancia
Anderson nació en 1840 en el condado de Hopkins, en Kentucky. Sus padres fueron Martha y William C. Anderson y tuvo cinco hermanos: Jim, Ellis, Mary Ellen, Josephine y Janie. Sus compañeros de escuela lo recordaron como un niño reservado y de buen comportamiento. Durante su infancia, la familia de Anderson se mudó a Huntsville (Misuri), donde su padre encontró empleo en una granja y la familia se hizo muy respetada entre el vecindario. En 1857 se trasladaron a Kansas, viajaron hacia el suroeste por el camino de Santa Fe y se establecieron a unas 13 millas (20,9 km) al este de Council Grove, en el condado de Morris.
En aquel momento, el territorio de Kansas estaba inmerso en un conflicto ideológico respecto a su admisión en la Unión en calidad de estado libre o esclavista, y tanto los activistas a favor de la esclavitud como los abolicionistas se habían mudado allí en un intento de influir en su estatus final. Las dos posturas se desarrollaron rápidamente dando lugar al conflicto conocido como Bleeding Kansas, aunque hubo pocos disturbios en la zona de Council Grove, donde residía la familia. Los Anderson apoyaban la esclavitud, aunque no poseían esclavos, por lo que su traslado a Kansas probablemente se debió más a razones económicas que políticas. Tras establecerse allí, la familia se hizo amiga de A. I. Baker, un juez local que simpatizaba con la Confederación. En 1860, el joven Anderson ya era copropietario de una propiedad de 320 acres (1,3 km²) que valía 500 dólares y su familia tenía un patrimonio neto total de alrededor de 1000 dólares.
A finales de la década de 1850 su hermano Ellis huyó a Iowa después de matar a un indígena. Casi al mismo tiempo, Anderson mató a tiros a un miembro de la tribu Kaw en las afueras de Council Grove, porque afirmaba que el hombre había intentado robarle. Se unió a la operación de transporte de carga para la que trabajaba su padre y le dieron un puesto como segundo jefe para realizar un viaje en carreta a Nuevo México. El viaje no tuvo éxito y, tras regresar a Misuri sin la mercadería, se justificó con la excusa de que sus caballos habían desaparecido con la carga. Después de regresar a Council Grove comenzó a comerciar con caballos, trasladándolos desde las ciudades de Kansas a Misuri. El 28 de junio de 1860, la madre de William, Martha Anderson, murió tras ser alcanzada por un rayo.

## Comercio de caballos y proscripción

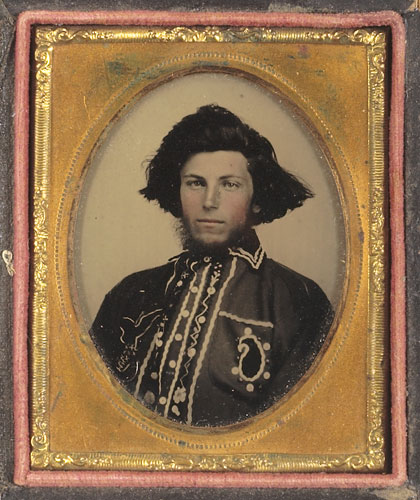
Anderson en una fotografía ambrotipica, alrededor de 1860.

Tras comenzar la Guerra de Secesión en 1861, la demanda de caballos aumentó y Anderson pasó de comerciar con caballos a robarlos y revenderlos, actuando a lo largo del camino de Santa Fe junto con su hermano Jim, su amigo Lee Griffith y varios cómplices más. A finales de 1861, Anderson viajó al sur con Jim y el juez Baker con la intención de unirse al ejército confederado. Anderson le había dicho a un vecino que buscaba luchar por razones financieras, más que por lealtad a la Confederación. Durante el trayecto, el grupo fue atacado por tropas unionistas en el condado de Vernon, en Misuri, posiblemente por confundirlos con guerrilleros confederados. Los hermanos Anderson lograron escapar, pero Baker fue capturado y pasó cuatro meses en prisión antes de regresar a Kansas, donde profesó lealtad a la Unión. Un gesto con el que buscó dar muestras de esa lealtad fue romper la relación que mantenía con Mary, hermana de Anderson.
A su regreso a Kansas, Anderson continuó con el tráfico de caballos, pero los ganaderos de la zona pronto se percataron de sus operaciones. En mayo de 1862 el juez Baker emitió una orden de arresto contra Griffith, a quien Anderson ayudó a ocultar. Algunos ciudadanos locales sospecharon que la familia Anderson estaba ayudando a Griffith y fueron a su casa para enfrentarse al anciano William Anderson, quien se indignó tras escuchar las acusaciones contra sus hijos, encontrando particularmente exasperante la participación de Baker. Al día siguiente, el anciano Anderson acudió al juzgado de Council Grove armado con una pistola, con la intención de obligar a Baker a retirar la orden de arresto. Al entrar en el edificio, un agente de policía lo detuvo y Baker le disparó fatalmente. El joven Anderson enterró a su padre y posteriormente fue arrestado por ayudar a Griffith. Sin embargo, fue liberado rápidamente debido a un problema con la orden de arresto y, temiendo que lo lincharan, huyó a Agnes City. Allí tuvo un encuentro con Baker, quien lo calmó temporalmente proporcionándole un abogado. Anderson permaneció en Agnes City hasta que supo que Baker no sería acusado por la muerte de su padre, ya que las autoridades legales habían aceptado el alegato de defensa propia del juez. Enfurecido por este hecho, Anderson se marchó a Misuri con sus hermanos y, más tarde, William y Jim se dirigieron al suroeste de Kansas, robando a los viajeros para mantenerse.
El 2 de julio de 1862, William y Jim regresaron a Council Grove y enviaron a la casa de Baker a un cómplice que fingía ser un viajero en busca de suministros. Baker y su cuñado acompañaron al hombre a una tienda, donde fueron emboscados por los hermanos Anderson. Después de un breve tiroteo, Baker y su cuñado se refugiaron en el sótano de la tienda. Los Anderson bloquearon la puerta del sótano y prendieron fuego a la tienda, matando a Baker y a su cuñado. También quemaron la casa de Baker y robaron dos de sus caballos, tras lo cual regresaron a Misuri siguiendo el camino de Santa Fe.
Poco después, William y Jim Anderson formaron una banda junto con un hombre llamado Bill Reed y en febrero de 1863 el periódico Lexington Weekly Union publicó que Reed era el jefe de la banda. William Quantrill, un líder guerrillero confederado, afirmó más tarde que se había encontrado con la banda de Reed en julio de ese año y que los reprendió por robar a simpatizantes confederados. Albert Castel y Tom Goodrich, en su biografía de Anderson, especulan que esta reprimenda pudo haberle provocado un profundo resentimiento hacia Quantrill por parte de Anderson. Posteriormente, para evitar el territorio donde operaba Quantrill, la banda se desplazó al este del condado de Jackson, en Misuri, donde continuaron viviendo del robo y también atacaron a los soldados de la Unión, matando a siete de ellos a principios de 1863.

## Los Raiders de Quantrill

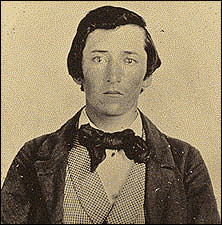
Una fotografía de William Quantrill, con quien Anderson sirvió en 1863.

Aunque durante la Guerra de Secesión Misuri tuvo una gran presencia de partidarios de la Unión, también vivían allí muchas personas cuyas simpatías estaban con la Confederación. Desde julio de 1861 hasta el final de la guerra, Misuri sufrió cerca de 25 000 muertes por guerrillas, más que cualquier otro estado. El general confederado Sterling Price no logró hacerse con el control de Misuri en su ofensiva de 1861 y se retiró a Arkansas, dejando solos a los guerrilleros locales para desafiar el dominio de la Unión. A principios de 1863, William y Jim Anderson viajaron al condado de Jackson para reunirse con Quantrill, que en aquel momento era el líder guerrillero más destacado en la zona de Kansas y Misuri.
En mayo de 1863 Anderson se unió al grupo de Quantrill en una incursión cerca de Council Grove, en Kansas, en la que robaron una tienda a 15 millas (24,1 km) al oeste de la ciudad. Después del robo, el grupo fue interceptado por una partida encabezada por un marshal, a unas 150 millas (241,4 km) de la frontera entre Kansas y Misuri. En la escaramuza resultante, varios asaltantes murieron o fueron capturados y el resto de la guerrilla logró regresar a Misuri dividida en pequeños grupos. Castel y Goodrich creen que esta incursión pudo haberle dado a Quantrill la idea de lanzar un ataque en el corazón de Kansas, al comprobar que la frontera del estado estaba mal defendida y que las guerrillas podían penetrar profundamente en su interior antes de que se alertara a las fuerzas de la Unión.
A principios del verano de 1863, Anderson fue nombrado teniente de una unidad dirigida por George M. Todd, el lugarteniente de Quantrill. En junio y julio participó en diversas incursiones en Misuri, en Kansas City y en el condado de Lafayette, en las que mataron a varios soldados de la Unión. La primera referencia a Anderson en los Documentos Oficiales de la Guerra de Secesión Estadounidense se refiere a esas acciones, describiéndolo como el capitán de una banda de guerrilleros. Mandó entre 30 y 40 hombres, uno de los cuales era Archie Clement, un joven de 18 años con predilección por la tortura y la mutilación que solo era leal a Anderson. A finales de julio, Anderson comandó grupos de guerrilleros en diversas incursiones y a menudo fue perseguido por la caballería voluntaria de la Unión. Aunque estaba bajo el mando de Quantrill, también organizó algunos ataques por su cuenta.
La partida de Quantrill tenía una extensa red de colaboradores en Misuri, de la cual formaban parte las hermanas de Anderson. Esa red de apoyo ayudaba a la guerrilla reuniendo información dentro del territorio controlado por la Unión y proporcionándoles numerosos escondites. Debido a ello, en agosto de 1863 el general de la Unión Thomas Ewing intentó boicotear las guerrillas al hacer arrestar a las hermanas de Anderson, quienes fueron confinadas en un edificio de tres pisos en Grand Avenue en Kansas junto con otras mujeres. Mientras estaban allí retenidas el edificio se derrumbó, y murió una de las hermanas de Anderson, tras lo cual corrieron rumores de que el edificio había sido saboteado intencionadamente por soldados de la Unión. Según el biógrafo Larry Wood, Anderson estaba convencido de que había sido un acto deliberado, por lo que con la muerte de su hermana su motivación cambió, de forma que matar se convirtió en un objetivo en sí mismo.

## Masacre de Lawrence

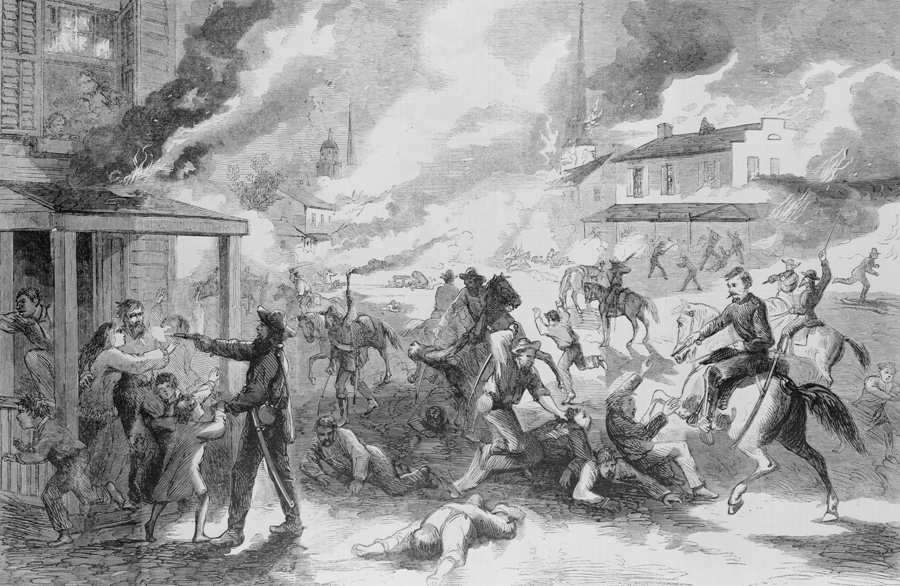
Una impresión de la Masacre de Lawrence, en la que Anderson tuvo un papel principal.

Aunque Quantrill ya había considerado anteriormente la idea de realizar un ataque al bastión unionista de Lawrence, en Kansas, las muertes ocurridas en el derrumbamiento del edificio en Kansas City impulsaron a la guerrilla a realizar un ataque audaz. Quantrill logró un consentimiento casi unánime para efectuar una incursión de 40 millas (64,4 km) en territorio de la Unión para atacar Lawrence, y los guerrilleros se concentraron en el río Blackwater, en el condado de Johnson (Misuri). Anderson, a quien sus compañeros consideraban uno de los combatientes más letales, fue puesto al mando de cuarenta hombres, de los cuales él mismo era probablemente el más motivado. El 19 de agosto de 1863, el grupo inició el desplazamiento hacia Lawrence. En el camino algunos guerrilleros robaron a un partidario de la Unión, pero Anderson conocía al hombre y le devolvió lo que le habían robado.
El 21 de agosto, nada más llegar a Lawrence, los guerrilleros mataron a varios reclutas del Ejército de la Unión y uno de los hombres de Anderson les arrebató la bandera. El Provost Marshal de Kansas, un capitán de la Unión que comandaba la policía militar, se rindió a la guerrilla y Anderson se apropió de su uniforme, ya que las guerrillas a menudo vestían uniformes robados a los soldados de la Unión. El grupo procedió a saquear y quemar muchos edificios, matando a casi todos los hombres que encontraron, pero cuidando de no disparar a las mujeres. Anderson mató él mismo a catorce personas, y aunque algunos hombres le suplicaron que los perdonara, únicamente cedió cuando una mujer le suplicó que no incendiara su casa. Los guerrilleros bajo el mando directo de Anderson, entre los que se encontraban Archie Clement y Frank James, mataron a más personas que cualquiera de los otros grupos. Finalmente abandonaron Lawrence cuando una compañía de soldados de la Unión se acercaba a la ciudad tras haber sido alertada del ataque. La partida fue perseguida por la caballería enemiga, pero logró distanciarse de sus perseguidores y dispersarse por los bosques de Misuri. Durante la persecución, un indio Lenape aliado de la Unión le arrancó el cuero cabelludo a un guerrillero abatido en la huida, y debido a ello los guerrilleros decidieron adoptar la misma práctica con sus adversarios.

## Texas

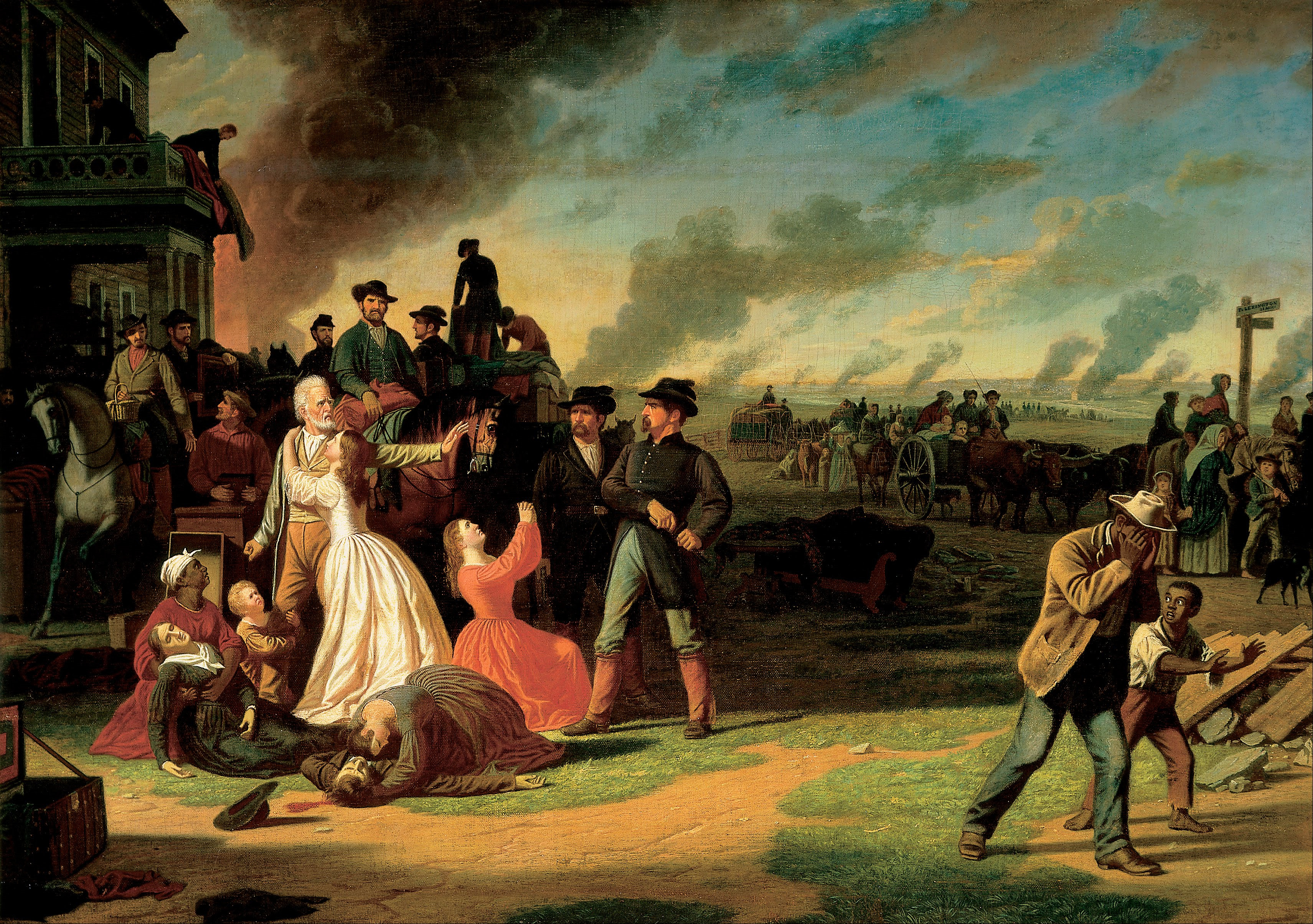
Una pintura de George Caleb Bingham que representa la Orden General n.º 11, dictada como consecuencia de la Masacre de Lawrence.

Cuatro días después de la Masacre de Lawrence, el 25 de agosto de 1863, el general Ewing tomó represalias contra las guerrillas confederadas emitiendo la Orden General n.º 11, con la que pretendía socavar la red de apoyo de la guerrilla en Misuri. La orden establecía la evacuación forzosa de casi 20 000 personas de cuatro condados en el oeste rural de Misuri, obligándolos a abandonar sus casas, que fueron además incendiadas.
El 2 de octubre, un grupo de cuatrocientos guerrilleros bajo el liderazgo de Quantrill se reunió en el río Blackwater, en el condado de Jackson, Misuri, y partió hacia Texas. En el camino atacaron el Fuerte Blair, en Baxter Springs, Kansas, pero los 90 soldados de la Unión se refugiaron rápidamente en su interior, sufriendo pérdidas mínimas. Poco después del asalto inicial, un grupo más numeroso de tropas de la Unión se aproximó al fuerte, sin saber que este había sido atacado ni que los hombres que vieron en el exterior del fuerte vestidos con uniformes de la Unión eran en realidad guerrilleros disfrazados. Los guerrilleros cargaron contra las tropas, matando a unos 100 soldados. No satisfechos con el elevado número de muertos, Anderson y Todd deseaban volver a atacar el fuerte, pero Quantrill consideró que realizar otro ataque era demasiado arriesgado y ordenó la retirada, lo que enfureció a Anderson.
El 12 de octubre Quantrill y sus hombres se reunieron con el general Samuel Cooper en el río Canadá y se dirigieron a Mineral Springs, en Texas, para descansar durante el invierno. Anderson aprovechó los meses de descanso para casarse, a pesar de la indicación de Quantrill de aplazar la boda hasta después de la guerra, y eso provocó una disputa entre ambos, tras la cual Anderson se separó junto con sus hombres de la banda de Quantrill. La tensión entre los dos grupos aumentó notoriamente, pero aunque algunos temían que se produjera un enfrentamiento abierto, para el momento de la boda las relaciones ya habían mejorado. En marzo de 1864, a instancias del general Sterling Price, Quantrill reunió a sus hombres y envió a la mayoría de ellos al servicio activo con el ejército regular confederado. Retuvo junto a él a 84 hombres y se reunió con Anderson, a quien nombró primer teniente, subordinado únicamente a él mismo y a Todd.
Poco tiempo después, uno de los hombres de Anderson fue acusado de robar a uno de los hombres de Quantrill, que expulsó al acusado y le advirtió que no regresara. Cuando este intentó hacerlo, algunos de los hombres de Quantrill le dispararon, causándole la muerte. Este incidente enfureció a Anderson, que se desplazó a Sherman, Texas, junto con 20 de sus hombres. Una vez allí se reunió con el general Cooper, ante quien acusó a Quantrill de ser el responsable de la muerte de un oficial confederado, lo que provocó el arresto de Quantrill. Sutherland comparó la traición de Anderson a Quantrill con la de Judas. Aunque Quantrill fue detenido, no tardó mucho en fugarse. Anderson recibió la orden de capturarlo y lo persiguió, pero no logró localizar a su antiguo comandante. Al regresar de la persecución fue comisionado como capitán por el general Price.

## Retorno a Misuri
Tras haber descansado en Texas durante varios meses, Anderson y sus hombres regresaron a Misuri. Aunque se enteró de que el general de la Unión Egbert B. Brown había prestado mucha atención a la zona fronteriza, Anderson dirigió varias incursiones en el condado de Cooper y el condado de Johnson, en Misuri, durante las cuales robaron a la población local. El 12 de junio de 1864, Anderson y 50 de sus hombres se enfrentaron a 15 miembros de la Milicia del Estado de Misuri, de los cuales a 12 de ellos terminaron por robar y asesinar, además de arrancarle el cuero cabelludo a uno de los milicianos ultimados. Al día siguiente, en el sureste del condado de Jackson, el grupo tendió una emboscada a un tren que transportaba a miembros del 1.º Regimiento de Caballería del Noreste de Misuri, en donde mataron a nueve soldados. Los ataques llevaron al Kansas City Daily Journal of Commerce a declarar que los rebeldes se habían apoderado de la zona. Anderson y sus hombres vestían como soldados de la Unión, con uniformes que les quitaban a los soldados que mataban. En respuesta, las milicias de la Unión desarrollaron códigos de reconocimiento mediante gestos de las manos, para verificar que los hombres que se acercaban con uniformes de la Unión no fueran guerrilleros. La guerrilla, sin embargo, aprendió rápidamente las señales y la población local se volvió cautelosa con las tropas de la Unión, temiendo que fueran guerrilleros disfrazados.
El 6 de julio un simpatizante confederado mostró a Anderson varios periódicos que publicaban artículos sobre él. Anderson, molesto por el tono crítico usado por la prensa, envió cartas a las publicaciones en las que adoptó un tono arrogante y amenazador, alardeando de sus ataques. Protestó por las ejecuciones de guerrilleros y de sus simpatizantes, y amenazó con atacar Lexington, Misuri. Concluyó las cartas describiéndose a sí mismo como el comandante de la principal guerrilla de Kansas y solicitando que los periódicos locales las publicaran, pero las cartas fueron entregadas a los generales de la Unión y no se hicieron públicas hasta 20 años más tarde.
A principios de julio, Anderson y su grupo robaron y mataron a varios simpatizantes unionistas en los condados de Carroll y Randolph, en Misuri. El 15 de julio entraron en Huntsville y ocuparon el distrito comercial de la ciudad. Anderson mató a un huésped del hotel del que sospechaba que era un marshal, pero habló amistosamente con un conocido que encontró allí. Los hombres de Anderson robaron el depósito de la ciudad, obteniendo alrededor de $ 40 000 en el robo, aunque Anderson le devolvió algo de dinero al amigo que había encontrado en el hotel.

### Infamia creciente

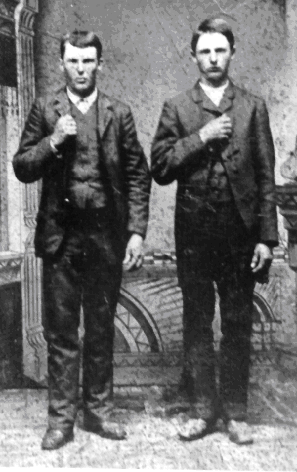
Jesse y Frank James en 1872, ocho años después de que sirvieran a Anderson.

En junio de 1864, Todd se hizo con el liderazgo del grupo de Quantrill y obligó a este a abandonar la zona. Todd hizo descansar a sus hombres en julio para permitirles prepararse para una invasión confederada de Misuri. A medida que Quantrill y Todd se volvieron menos activos, Anderson se convirtió en el guerrillero confederado más conocido y más temido en Misuri. En agosto, el St. Joseph Herald, el principal periódico de Misuri, se refirió a él como «el diablo». A medida que aumentaba su popularidad, Anderson tuvo la oportunidad de reclutar a más guerrilleros e hizo un reclutamiento selectivo, rechazando a todos salvo a los solicitantes más belicosos, ya que buscaba luchadores similares a él mismo. Entre los habitantes de Misuri que se unieron a Anderson estaban Jesse James y su hermano Frank, que más adelante se convertirían en notorios forajidos. El general Clinton B. Fisk ordenó a sus hombres que encontraran y mataran a Anderson, pero se vieron frustrados por la red de apoyo de Anderson y el entrenamiento y las armas superiores de sus fuerzas, ya que muchos de los milicianos eran reclutas que carecían de la audacia y determinación de los guerrilleros.

### Río Misuri y Fayette
En 1863 la mayoría de las tropas de la Unión abandonaron Misuri, quedando allí tan solo cuatro regimientos compuestos por tropas de fuera del estado, que a veces maltrataban a la población local, motivando aún más a las guerrillas y sus partidarios. El 13 de agosto de ese año, Anderson y sus hombres se desplazaron a través del condado de Ray hasta el río Misuri, donde se enfrentaron a la milicia de la Unión. Aunque obligaron a los soldados de la Unión a huir, Anderson y Jesse James resultaron heridos en el encuentro y los guerrilleros se retiraron al condado de Boone para recuperarse. El 27 de agosto los soldados de la Unión mataron al menos a tres de los hombres de Anderson en un enfrentamiento cerca de Rocheport, y al día siguiente fueron perseguidos por el 4ª Regimiento Voluntario de Caballería de Misuri, pero Anderson les tendió una emboscada en la que murieron siete soldados. Los hombres de Anderson mutilaron los cuerpos, lo que les valió a los guerrilleros la descripción de «demonios reencarnados» por parte del periódico Columbia Missouri Statesman.
El 30 de agosto se hicieron con el control de un barco de vapor en el río Misuri, después de matar al capitán, y lo utilizaron después para atacar a otros barcos, lo que prácticamente paralizó el tráfico fluvial. A mediados de septiembre, los soldados de la Unión tendieron una emboscada a dos de los grupos de Anderson que se movían por el condado de Howard, dieron muerte a cinco de sus hombres en un día y descubrieron que los caballos de los guerrilleros estaban decorados con el cuero cabelludo de soldados de la Unión. Poco tiempo después, otros seis guerrilleros resultaron muertos en otra emboscada. Tras enterarse de estos hechos, Anderson se enfureció y abandonó la zona para buscar venganza.
Anderson se reunió con Quantrill y Todd el 24 de septiembre de 1864 y, aunque se habían enfrentado en el pasado, acordaron volver a trabajar juntos. Anderson sugirió dirigirse a Fayette, en Misuri, para atacar al 9º Regimiento, que tenía su base en la ciudad. A Quantrill no le gustó la idea porque la ciudad estaba fortificada, pero prevaleció la postura de Anderson y Todd. Los guerrilleros se fueron acercando al pueblo sin levantar sospechas, vestidos con uniformes de la Unión, a pesar de que había en el poblado una alerta por la presencia de guerrilleros en las cercanías. Sin embargo, un guerrillero disparó su arma antes de llegar a la ciudad, por lo que la caballería guarnecida en la ciudad se atrincheró rápidamente en el fuerte mientras la población civil se escondía. Anderson y Todd lanzaron un asalto infructuoso contra el fuerte, realizando ataque tras ataque sin lograr producir daños.
El 26 de septiembre Anderson y sus hombres llegaron al condado de Monroe, y se desplazaron hacia Paris, pero se enteraron de la presencia de otros grupos de guerrilleros en las cercanías y se reunieron con ellos cerca del condado de Audrain, donde acamparon con al menos trescientos hombres, incluido Todd. Aunque se reunió una fuerza numerosa, sus líderes estimaron que no había objetivos prometedores para atacar porque todas las grandes ciudades cercanas estaban fuertemente custodiadas.

## Masacre de Centralia

### Saqueo de la población
En la mañana del 27 de septiembre de 1864, Anderson abandonó su campamento con unos 75 hombres para buscar fuerzas de la Unión. Pronto llegaron al pequeño pueblo de Centralia, en Misuri, y comenzaron su saqueo, robando a la gente y registrando el pueblo en busca de objetos de valor. Encontraron una gran cantidad de whisky y empezaron a beber. Anderson se retiró al vestíbulo del hotel de la ciudad para beber y descansar. Poco después llegó una diligencia y los hombres de Anderson desvalijaron a los pasajeros, entre ellos el congresista James S. Rollins y un sheriff vestido de paisano. Ambos eran prominentes unionistas y ocultaron sus identidades a los asaltantes. Mientras la guerrilla robaba a los pasajeros de la diligencia, llegó un tren que fue obligado a detenerse. Los hombres de Anderson tomaron rápidamente el control del tren, entre cuyos pasajeros había 23 soldados de la Unión desarmados y fuera de servicio. Esta fue la primera captura de un tren de pasajeros de la Unión en la guerra.
Anderson ordenó a sus hombres que no hostigaran a las mujeres en el tren, pero los guerrilleros robaron a todos los hombres, obteniendo un botín de más de $ 9000 dólares estadounidenses (equivalente a $ 147 000 dólares estadounidenses en 2019) y se llevaron también los uniformes de los soldados. Anderson obligó a los soldados de la Unión capturados a formar una línea y anunció que conservaría a uno de ellos para un intercambio de prisioneros, pero que ejecutaría al resto. Se dirigió a los prisioneros, castigándolos por el trato de las tropas de la Unión a la guerrilla. Después de seleccionar a un sargento para un posible intercambio de prisioneros, los hombres de Anderson dispararon al resto. Anderson dio permiso a los rehenes civiles para que se fueran, pero les advirtió que no apagaran incendios ni trasladaran cuerpos. Aunque fue alertado de la presencia del congresista en la localidad, optó por no buscarlo. La guerrilla prendió fuego al tren de pasajeros y descarriló un tren de carga que se aproximaba, tras lo cual regresó a su campamento llevándose una gran cantidad de bienes saqueados. Al llegar al campamento Anderson describió los hechos del día, cuya brutalidad inquietó a Todd.

### Batalla con tropas de la Unión
A media tarde llegó a Centralia el 39.º Regimiento de Voluntarios de Misuri y desde el pueblo vieron un grupo de unos 120 guerrilleros, a los que persiguieron. Al ser informado de que se acercaba la caballería, Anderson envió un grupo para tender una emboscada. Si bien al principio murieron cinco guerrilleros por la primera descarga de fuego de la Unión, los guerrilleros —bien armados— derrotaron de forma rápida a los soldados unionistas y persiguieron a los que huyeron. Un oficial de la Unión llegó a Centralia y dio aviso de la emboscada, lo que permitió escapar a algunos combatientes de la Unión que habían permanecido allí. Sin embargo, la mayoría fueron perseguidos y asesinados. Los hombres de Anderson mutilaron los cuerpos de los soldados muertos y torturaron a algunos supervivientes.
Al finalizar el día, los hombres de Anderson habían matado a 22 soldados que viajaban en el tren y a otros 125 combatientes en la batalla posterior, en una de las victorias de la guerrilla más decisivas de toda la guerra. Fue la mayor victoria de Anderson, superando a Lawrence y Baxter Springs en brutalidad y número de bajas. El ataque provocó una interrupción casi total del tráfico de ferrocarril en la zona y un aumento considerable de la seguridad ferroviaria de la Unión. Anderson alcanzó la misma notoriedad que Quantrill había disfrutado anteriormente, y comenzó a referirse a sí mismo como «Coronel Anderson», en un intento de superar a Quantrill. Sutherland calificó la masacre como la última batalla de la peor fase de la guerra en Misuri, y Castel y Goodrich la describieron como el «epítome del salvajismo» de la Guerra Civil. Sin embargo Frank James, que participó en el ataque, defendió la acción de la guerrilla argumentando que las tropas federales marchaban bajo una bandera negra, indicando con ello que la lucha era sin cuartel y que no tenían intención de mostrar clemencia.

### Consecuencias
Anderson abandonó la zona de Centralia el 27 de septiembre, perseguido por primera vez por fuerzas de la Unión equipadas con artillería, y consiguió evadir la persecución guiando a sus hombres por barrancos en los que las tropas de la Unión no entrarían por temor a una emboscada. A raíz de la masacre de Centralia, los soldados de la Unión se vengaron cometiendo varios asesinatos de civiles simpatizantes de la Confederación, y el 2 de octubre quemaron Rocheport hasta los cimientos. Aunque la ciudad estaba bajo vigilancia de las fuerzas de la Unión, debido al elevado número de simpatizantes confederados que vivían en ella, el general Fisk sostuvo que el incendio fue accidental.
Durante su trayecto, Anderson se encontró con muchos simpatizantes confederados, algunos de los cuales lo veían como un héroe por luchar contra la Unión, a la que odiaban profundamente. Muchos de sus hombres también despreciaban a la Unión, y él era experto en aprovechar este sentimiento. El sargento de la Unión capturado en Centralia quedó impresionado con el control que Anderson ejercía sobre sus hombres, ya que, aunque muchos de ellos deseaban ejecutarlo, él se negó a permitirlo. El 6 de octubre, Anderson se reunió con el general Price en Boonville, Misuri. Price estaba disgustado por el cuero cabelludo humano que Anderson usaba para decorar su caballo y no quiso hablar con él hasta que la retirara. Sin embargo, quedó impresionado por la efectividad de sus ataques. Anderson le obsequió a Price con unas excelentes pistolas de la Unión, probablemente obtenidas en el saqueo de Centralia. Por su parte, el general confederado le ordenó que se desplazara hasta el ferrocarril de Misuri e interrumpiera el tráfico ferroviario, convirtiendo a Anderson en un capitán confederado de facto.

## Muerte

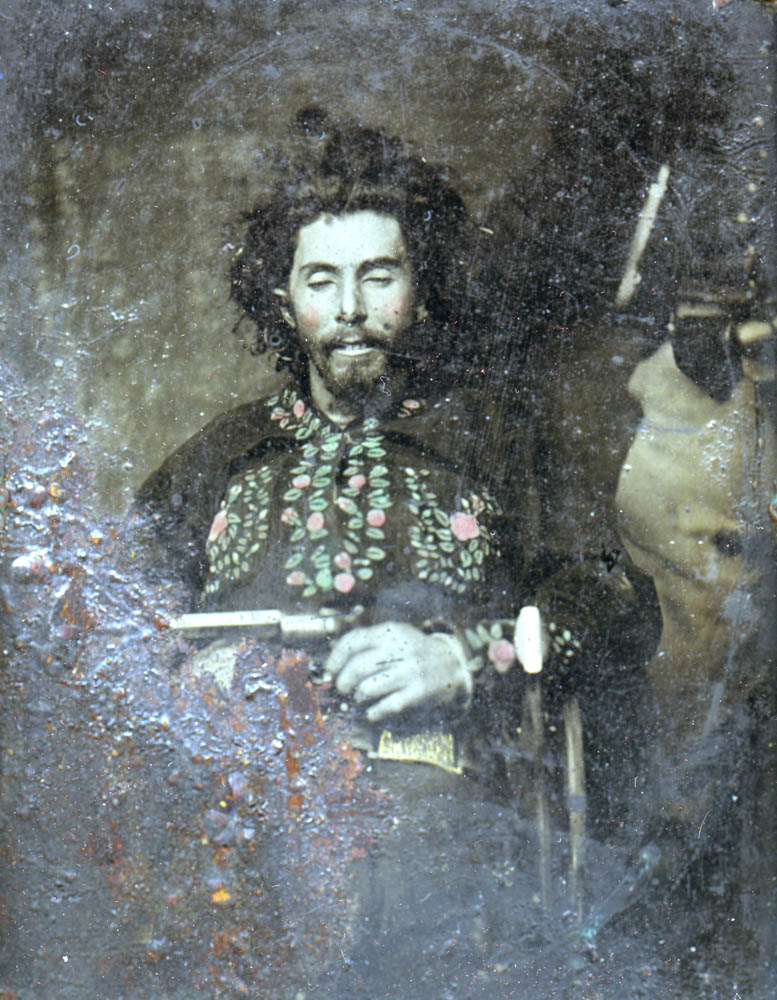
Fotografía del cuerpo de Anderson unas horas después de su muerte.

Tras el ataque a Centralia, los jefes militares de la Unión encomendaron al teniente coronel Samuel P. Cox la misión de acabar con Anderson, proporcionándole para ello un grupo de soldados experimentados. El 26 de octubre de 1864, poco después de que Anderson abandonara Glasgow, en Kentucky, Cox persiguió al grupo de Anderson con ciento cincuenta hombres, les dio alcance y se enfrentó a ellos. Anderson y sus hombres cargaron contra las fuerzas de la Unión, matando a cinco o seis soldados, pero retrocedieron bajo un intenso fuego. Solo Anderson y otro hombre, hijo de un general confederado, continuaron atacando después de que los demás se retiraran, y en el enfrentamiento Anderson fue alcanzado detrás la oreja por una bala que probablemente lo mató en el acto. La victoria convirtió a Cox en un héroe y le valió un ascenso.
Los soldados de la Unión identificaron a Anderson por una carta que encontraron en su bolsillo y desfilaron con su cuerpo por las calles de Richmond, en Misuri. El cadáver fue fotografiado y exhibido a la vista del público en el juzgado local, junto con sus pertenencias. Sus captores afirmaron que entre estas había una cuerda con 53 nudos, que simbolizaban a cada una de las personas que había matado. Los soldados enterraron su cuerpo en un campo cerca de Richmond en un féretro bastante bien construido. Algunos de ellos le cortaron un dedo para robar un anillo. Para disgusto de los soldados de la Unión, la población local depositó flores en su tumba. En 1908 Cole Younger, un exguerrillero que sirvió bajo las órdenes de Quantrill, volvió a enterrar el cuerpo de Anderson en el cementerio Old Pioneer en Richmond, y en 1967 se colocó una lápida conmemorativa en la tumba.
Tras la muerte de Anderson, Archie Clement asumió el liderazgo del grupo, pero este se dispersó a mediados de noviembre. La mayoría de las guerrillas confederadas ya se habían desanimado para entonces, debido a un frío invierno y a la fallida expedición de Price a Misuri, cuyo fracaso hizo que el estado permaneciera ya bajo el control de la Unión durante el resto de la guerra. Tras la derrota de la Confederación, la mayoría de los hombres de Anderson se unieron a las fuerzas de Quantrill o viajaron a Texas. Jim Anderson, hermano de William, se mudó a Sherman, Texas, junto con sus dos hermanas.

## Legado
Tras la guerra, la información sobre Anderson se difundió inicialmente a través de memorias de combatientes y de obras de historiadores aficionados. Más tarde se habló de él en las biografías de Quantrill, que habitualmente presentan a Anderson como un asesino empedernido. Después de 1975 se escribieron tres biografías sobre su vida.
En la ficción, la novela de Asa Earl Carter The Rebel Outlaw: Josey Wales (1972) narra la historia de Wales, un granjero que se une a la partida de Anderson después de que su esposa es asesinada por guerrilleros unionistas. En 1976 fue llevada al cine por Clint Eastwood, con el título de The Outlaw Josey Wales. La novela Wildwood Boys (2000), de James Carlos Blake, es una biografía novelada de Anderson. También aparece como personaje en varias películas sobre Jesse James.
En un estudio sobre la guerra en el siglo XIX, el historiador James Reid postuló que Anderson sufría de paranoia delirante, la cual exacerbaba su personalidad agresiva y sádica. Considera que Anderson estaba obsesionado con la capacidad de infligir miedo y sufrimiento a sus víctimas, y que disfrutaba enormemente con ello, y sugiere que sufría el tipo más severo de trastorno sádico de la personalidad. Reid establece también un paralelismo entre los bashi-bazouk del ejército otomano y las guerrillas de Anderson, argumentando que se comportaron de manera similar.